# Caio Cláudio Pulcro (cônsul em 92 a.C.)
Caio Cláudio Pulcro (em latim: Gaius Claudius Pulcher) foi um político da gente Cláudia da República Romana eleito cônsul em 92 a.C. com Marco Perperna. Era filho de Ápio Cláudio Pulcro, neto de Caio Cláudio Pulcro, cônsul em 130 a. C., e bisneto de Caio Cláudio Pulcro, cônsul em 177 a. C..

## Carreira
Em 100 a.C., foi um dos senadores que se armaram para combater o tribuno da plebe Lúcio Apuleio Saturnino. Em 99 a.C., foi eleito edil curul e, durante seu mandato, celebrou esplêndidos jogos romanos nos quais se exibiram, pela primeira vez, elefantes no circo, decorado de forma pitoresca e extravagante, o que fez com que este evento fosse lembrado pelos romanos por muitos anos depois disto. Em 95 a.C., foi eleito pretor e recebeu o governo da província romana da Sicília, governando a partir da cidade de Halesia e respeitando as decisões do Senado local. Transformou-se em patrono dos mamertinos. Como resultado direto do bom governo que realizou na Sicília, foi eleito cônsul em 92 a.C. juntamente com Marco Perperna. Cícero relata que era um homem muito poderoso e de grande habilidade oratória.